# Kuehneotheria
Kuehneotheria (лат.) — отряд вымерших млекопитающих из клады голотериев (Holotheria) в их альтернативной расширенной классификации. Включает два семейства, существовавших в течение средней—верхней юры.

## Особенности анатомии
Для них характерно некоторое смещение главной вершины коренных зубов: лингвально в верхнем ряду и лабиально в нижнем. Внутренний край верхнего моляра образует лингвальное расширение с утолщением — зачаток цингулюма, на основе которого затем сформировался протокон трибосфенического моляра. Благодаря этому улучшился привкус, что позволило более эффективно перерабатывать пищу в ротовой полости. На нижних коренных основные вершины очень высокие, в заднем отделе имеется небольшая дополнительная вершинка, преобразующуюся у более продвинутых млекопитающих в талонид. Из-за этого их часто причисляли к териям, однако нижняя челюсть у них все еще с медиальной бороздой. Возможно наличие постдентальных костей.

## Классификация
В отряд включают следующие вымершие таксоны:
- Семейство Kuehneotheriidae Kermack, Kermack & Musset, 1968
  - Kuehneotherium praecursoris Kermack, Kermack & Musset, 1968
  - Kuehneon duchyense Kretzoi, 1960 (nomen vanum)
- Семейство Woustersiidae Sigogneau-Russell & Hahn, 1995
  - Род Woutersia Sigogneau-Russell, 1983b
    - Woutersia butleri Sigogneau-Russell & Hahn, 1995
    - Woutersia mirabilis Sigogneau-Russell, 1983b